# Joan XVI

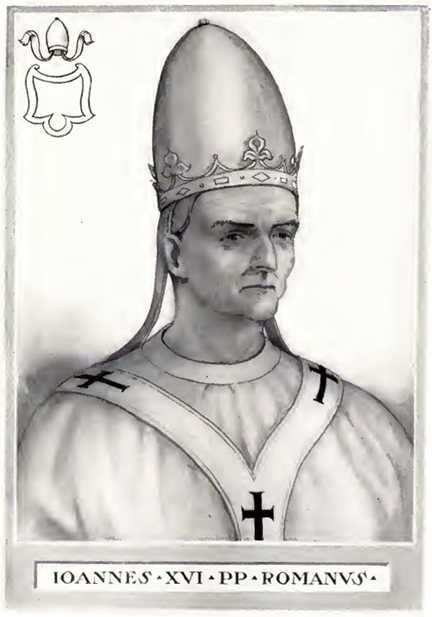

Joan XVI - Ιωάννης Φιλάγαθος, Ioannis Philagathos, en grec; Giovanni Filagato; en italià; Johannes Philagathus en llatí (~945 - ~1001) va ser antipapa de 997 a 998. Joan era d'ascendència grega
i era natural de Rossano a Calàbria, al sud de la península Itàlica. regió en aquell moment territori romà d'Orient, Joan era el capellà de l'emperadriu d'ascendència grega Teòfano Esclerena, muller de l'emperador Otó II del Sacre Imperi. En dues ocasions exercí com a canceller imperial a Itàlia per a Otó, en 980-982, després de la qual cosa va ser nomenat abat de Nonantola. Fou el padrí del fill de la parella imperial, el futur emperador Otó III. Esdevingué el seu tutor quan tenia set anys (987). Per persuasió de l'Emperadriu, Joan fou nomenat Bisbe de Piacenza, i fou enviat a Constantinoble per a acompanyar la princesa romana d'Orient que s'havia de casar amb el jove Otó.
Després de la mort d'Otó II, el jove Otó III va acudir en ajuda del papa Joan XV el 996, per sufocar la rebel·lió d'una facció liderada per Crescenci II, un ric i poderós noble. Otó III es va aturar per ser aclamat rei de Llombardia a Pavia, i no va poder arribar a Roma abans de la mort del papa. Un cop a Roma, Otó III dissenyà l'elecció del seu cosí Brunó de Caríntia qui prengué el nom de Gregori V, i el nou pontífex llavors coronà l'emperador Otó III el 21 de maig de 996. Un cop Otó III tornà a Alemanya, la facció encapçalada per Crescenci II destronà violentament a Gregori V i, amb el suport actiu de l'emperador romà d'Orient Basili II, aclamà Joan com a Papa Joan XVI. Un sínode dels bisbes occidentals, celebrat el 997 a Pavia, la capital imperial a Itàlia, decidí a favor de Gregori V i va excomunicar a Joan. La revolta de Crescenci II fou decididament sufocada per Otó III, que anà un cop més a Roma, al febrer de 998. Joan XVI va fugir, però les tropes imperials el perseguiren i capturaren, li tallaren el nas, les orelles i la llengua, li trencaren els dits i el van encegar, impedint-li d'aquesta manera la capacitat d'escriure, i el degradaren públicament davant d'Otó III i Gregori V. Per intercessió de Sant Nil el Jove, un dels seus compatriotes, la seva vida fou respectada, essent empresonat a l'Abadia de Fulda, a Germània, on va morir al voltant del 1001.
El consentiment de Joan per a ser entronitzat com a Papa en contra les pretensions de Gregori ha estat interpretat com a fruit de les lluites polítiques constants per part dels nobles romans contra el poder dels francs, que es meritarà a l'avantatge de la influència romana d'Orient en contra de l'ampliació del poder franc a Roma, on va ser Gregori el primer pontífex alemany. Com que Joan no va ser reconegut pels bisbes occidentals com a papa legítim, els propers tres papes anomenats Joan, Joan XVII, Joan XVIII i Joan XIX, van prendre el nombre de regnat XVI, XVII i XVIII, però alguns historiadors de l'edat mitjana van canviar els seus noms incloent l'antipapa Philagathos entre els papes, i la seqüència erròniament corregida mai va ser posteriorment corregida, mantenint-se fins avui dia.